# Hibiscus adscensionis
Hibiscus adscensionis är en malvaväxtart som beskrevs av Paul Arnold Fryxell och Krapov.. Hibiscus adscensionis ingår i Hibiskussläktet som ingår i familjen malvaväxter. Inga underarter finns listade i Catalogue of Life.